# Канада на Летњим олимпијским играма 1992.
Канада је учествовала на Летњим олимпијским играма, одржаним 1992. године у Барселони, Шпанија, по двадесети пут у својој историји. На овим играма канадски спортисти су освојили укупно осамнаест медаља (седам златних, четири сребрне и седам бронзаних). Канада је на овим играма имала екипу која је бројала 295 чланова (179 спортиста и 116 спортисткиња) који су узели учешће у укупно 199 спортских дисциплина од 24 спорта у којима су се такмичили.
Учешћем на овим играма канадски веслачи су себе ставили на листу светских веслачких сила, са освојене четири златне и једном бронзаном медаљом. Освајачица бронзане медаље Силке Лауман је само десет недеља пре почетка Олимпијских игара приликом тренинга имала повреду мишића, расекотину, и поставило се питање њеног учешћа на Олимпијади. Ипак јаком виљом Силке је пребродила све тешкоће и на крају се окитила бронзаном медаљом.
Такмичарка у синхроном пливању Силвија Фрећета, освајачица златне медаље, је преброђивала своју драму. Прво је имала проблема да се уопште квалификује за игре. Други проблем је био личне природе, када јој је дечко непосредно пре почетка Олимпијских игара извршио самоубиство. Ипак Фрећета је одлучила да оде на игре и тамо је освајањем златне медаље доживела свој највећи спортски успех.
Спринтер, Марк МекКој је освојио своју задњу медаљу за Канаду, златну, пре него што је примио Аустријско држављанство.

### Освојене медаље на ЛОИ
| Освојене медаље канадских спортиста на ЛОИ 1992. |                                    |       |        |        |        |
| Спортиста                                        | Спорт                              | Злато | Сребро | Бронза | Укупно |
| Марк МекКој                                      | Атлетика — 110 препоне, мушки      | 1     | 0      | 0      | 1      |
| Силвија Фрећета                                  | Синхроно пливање, жене             | 1     | 0      | 0      | 1      |
| Марк Тјуксбери                                   | Пливање — 100 леђно, мушки         | 1     | 0      | 0      | 1      |
| Осмерац са кормиларем                            | Веслање — осмерац, мушки           | 1     | 0      | 0      | 1      |
| Кану двојац                                      | Веслање — двојац, жене             | 1     | 0      | 0      | 1      |
| Четверац са кормиларем                           | Веслање — четверац, жене           | 1     | 0      | 0      | 1      |
| Осмерац са кормиларем                            | Веслање — осмерац, жене            | 1     | 0      | 0      | 1      |
| Жилијам ЛеБланк                                  | Атлетика — 20 брзо ходање, мушки   | 0     | 1      | 0      | 1      |
| Марк Леду                                        | Бокс — велтер, мушки               | 0     | 1      | 0      | 1      |
| Џефри Ти                                         | Рвање — супертешка слободно, мушки | 0     | 1      | 0      | 1      |
| Синхроно пливање                                 | Синхроно пливање — пар, жене       | 0     | 1      | 0      | 1      |
| Анџела Чалмерс                                   | Атлетика — 3.000 m, жене            | 0     | 0      | 1      | 1      |
| Крис Џонсон                                      | Бокс — средња, мушки               | 0     | 0      | 1      | 1      |
| Николас Жил                                      | Џудо — средња (86 kg), мушки       | 0     | 0      | 1      | 1      |
| Кертис Харнет                                    | Бициклизам — 1000m, мушки           | 0     | 0      | 1      | 1      |
| Силке Лауман                                     | Веслање — жене                     | 0     | 0      | 1      | 1      |
| Једрење                                          | Стар, мушки                        | 0     | 0      | 1      | 1      |
| Пливање, штафета                                 | Штафета — 4х100 m, мушки            | 0     | 0      | 1      | 1      |
| Укупно                                           | 8                                  | 7     | 4      | 7      | 18     |